# Hala Lodowa MOSiR Oświęcim
Hala Lodowa MOSiR – lodowisko w Oświęcimiu.
Zostało oddane do użytku w 1964 roku. Obiektem zarządza Miejski Ośrodek Sportu i Rekreacji w Oświęciumiu,
Na lodowisku mecze rozgrywa drużyna hokejowa Unii Oświęcim.
Hala pełni także rolę treniningową dla klubu łyżwiarstwa figurowego UKŁF Unia Oświęcim (dawniej KS Unia Oświęcim).